# Timothy Bright
Timothy Bright (1551-1615) fue un médico inglés, hoy recordado especialmente por su tratado sobre melancolía.

## Vida
Bright nació en las proximidades de Sheffield. Se matriculó en el Trinity College, Cambridge, el 21 de mayo de 1561, y se graduó en Artes, en 1567-68. En 1572 marchó a París, para estudiar medicina; pero huyó de la Matanza de San Bartolomé, refugiándose con otros ingleses y protestantes, como luego contará a menudo.
Bright se graduó a continuación en Cambridge (1574), y pudo practicar la medicina (se doctoró en 1584). Estuvo presente en octubre de 1585 cuando se confirmaron los estatutos del Emmanuel College, Cambridge.
Su primer trabajo médico parece haber sido escrito en Cambridge; y apareció en dos partes: Hygieina, on preserving health, y Therapeutica, on restoring health.
Su Treatise on Melancholy (Un tratado de melancolía), es la obra por la que le recuerda hoy en Europa, cuya dedicatoria a Peter Osborne, un hugonote exiliado, está firmada el 23 de mayo de 1586. Es el primer libro escrito en inglés sobre la tristeza, y entra así con pleno derecho en la Edad de Oro melancólica, que culminaría en la segunda década del siglo XVII con Robert Burton.
Este Treatise of Melancholie es más especulativo que médico; su escritura es clara y de gran calidad; aborda temas de terapia afectiva, y está escrito a un amigo que se ha hundido en la depresión. Uno de los mejores pasajes es el capítulo "How the soule by one simple faculty performeth so many and diverse actions".
Bright después abandonó la profesión médica y se dedicó al ejercicio pastoral en distintas rectorías. En 1588 escribió un libro curioso: Characterie. An Arte of shorte, swifte, and secrete writing by character.

## Obras
- An Abridgment of John Foxe's "Booke of Acts and Monumentes of the Church", Londres, 1581; ded. a Sir Francis Walsingham.
- Hygieina, id est De Sanitate tuenda, Medicinæ pars prima, Londres, 1581; ded. a Lord Burghley.
- Therapeutica; hoc est de Sanitate restituenda, Medicinæ pars altera, Londres, 1583; ded. a Lord Burghley.
- In Physicam Gvlielmi Adolphi Scribonii, post secundam editionem ab autore denuò copiosissime adauctam, & in iii. Libros distinctam, Animaduersiones, Cambridge, 1584; ded. a Sir Philip Sidney.
- A Treatise of Melancholie, Containing the cavses thereof, & reasons of the strange effects it worketh in our minds and bodies: with the phisicke cure, and spirituall consolation for such as haue thereto adioyned an afflicted conscience, Londres, Thomas Vautrollier, 1586.
- Characterie. An Arte of shorte, swifte, and secrete writing by character, Londres, 1588.

## Versiones
- Timothy Bright, Un tratado de melancolía, Madrid, AEN, 2004, profusamente anotada. Es la primera edición moderna.

## Enlaces
- ÍNDICE

- Datos: Q1345546